# 모리 코네
모리 코네(프랑스어: Mory Koné, 1994년 4월 21일, 프랑스 파리 ~ )는 프랑스의 축구 선수이다.